# Valle de Hecho
Valle de Hecho é um município da Espanha na província de Huesca, comunidade autónoma de Aragão, de área 234,4 km² com população de 957 habitantes (2007) e densidade populacional de 4,20 hab/km².

## Demografia
| Variação demográfica do município entre 1991 e 2004 | Variação demográfica do município entre 1991 e 2004 | Variação demográfica do município entre 1991 e 2004 | Variação demográfica do município entre 1991 e 2004 |
| --------------------------------------------------- | --------------------------------------------------- | --------------------------------------------------- | --------------------------------------------------- |
| 1991                                                | 1996                                                | 2001                                                | 2004                                                |
| 1055                                                | 1005                                                | 977                                                 | 984                                                 |